# Уле Сельнес
Уле Сельнес (норв. Ole Kristian Selnæs, нар. 7 липня 1994, Тронгейм) — норвезький футболіст, півзахисник «Русенборга».

## Клубна кар'єра
Народився 7 липня 1994 року в місті Тронгейм. Вихованець футбольної школи клубу «Русенборг». Дорослу футбольну кар'єру розпочав 2011 року в основній команді того ж клубу. Попри юний вік справив гарне враження на тренерів основної команди і дуже швидко виборов собі місце в основному складі.

## Виступи за збірні
2010 року дебютував у складі юнацької збірної Норвегії, взяв участь у 40 іграх на юнацькому рівні, відзначившись 3 забитими голами.
З 2013 року залучається до складу молодіжної збірної Норвегії. На молодіжному рівні зіграв у 4 офіційних матчах.

## Статистика виступів

### Статистика клубних виступів
| Сезон                 | Клуб                  | Чемпіонат             | Чемпіонат | Чемпіонат | Національний кубок | Національний кубок | Національний кубок | Континентальні кубки | Континентальні кубки | Континентальні кубки | Суперкубок | Суперкубок | Суперкубок | Усього | Усього |
| Сезон                 | Клуб                  | Ліга                  | Ігор      | Голів     | Ліга               | Ігор               | Голів              | Ліга                 | Ігор                 | Голів                | Ліга       | Ігор       | Голів      | Ігор   | Голів  |
| --------------------- | --------------------- | --------------------- | --------- | --------- | ------------------ | ------------------ | ------------------ | -------------------- | -------------------- | -------------------- | ---------- | ---------- | ---------- | ------ | ------ |
| 2011                  | «Русенборг»           | ТЛ                    | 0         | 0         | КН                 | 0                  | 0                  | ЛЧ+ЛЄ                | 0                    | 0                    | -          | -          | -          | 0      | 0      |
| 2012                  | «Русенборг»           | ТЛ                    | 22        | 1         | КН                 | 4                  | 0                  | ЛЄ                   | 8                    | 0                    | -          | -          | -          | 34     | 1      |
| 2013                  | «Русенборг»           | ТЛ                    | 19        | 0         | КН                 | 7                  | 2                  | ЛЄ                   | 3                    | 0                    | -          | -          | -          | 29     | 2      |
| 2014                  | «Русенборг»           | ТЛ                    | 21        | 1         | КН                 | 2                  | 0                  | ЛЄ                   | 6                    | 0                    | -          | -          | -          | 29     | 1      |
| 2015                  | «Русенборг»           | ТЛ                    | 0         | 0         | КН                 | 0                  | 0                  | ЛЄ                   | 0                    | 0                    | -          | -          | -          | 0      | 0      |
| Усього за «Русенборг» | Усього за «Русенборг» | Усього за «Русенборг» | 62        | 2         |                    | 13                 | 2                  |                      | 17                   | 0                    |            | -          | -          | 92     | 4      |
| Усього                | Усього                | Усього                | 62        | 2         |                    | 13                 | 2                  |                      | 17                   | 0                    |            | -          | -          | 92     | 4      |